# Ulacalı
Ulacalı è un comune dell'Azerbaigian situato nel distretto di Sabirabad. Conta una popolazione di 3 552 abitanti.